# Дежё, Эмили
Эмили Дежё (фр. Émilie Desjeux; 9 октября 1861, Жуаньи — 23 апреля 1957, Бюсси-ан-От, Франция) — французская художница, портретист.

## Биография и творчество
Эмили Дежё родилась во Франции, в городе Жуаньи (фр. Joigny) 9 октября 1861 года.
В юности вместе со своей семьёй переезжает в Париж, где начинает серьёзно заниматься живописью.
Вскоре Эмили Дежё поступает в Академию Жюлиана и становится ученицей Вильяма Бугро, который очень высоко оценивает художественные способности Эмили и называет её лучшей из своих академистов. Художница уделяла большое внимание воспроизведению световых эффектов (фр. luministe).
После окончания Академии Жюлиана Дежё выставляет свои работы в салонах, организованных «Обществом французских художников».
В 1900 году она принимает участие во «Всемирной выставке» в Париже.
На рубеже XIX и XX веков Эмили Дежё участвует в организации «Общества женщин-художниц» и открывает в Париже свою школу-студию живописи для девочек на улице Дю Бак (фр. Rue du Bac), а впоследствии на улице Висконти (фр. Rue Visconti).
Эмили Дежё много путешествует по Европе, часто посещает Англию, Италию, Голландию, что отражено в значительном количестве альбомов с эскизами и путевыми записями.
В искусстве Дежё была приверженцем академической живописи и не поддавалась влиянию иных направлений.
В 1906 году Эмили Дежё получает заказ на фундаментальное произведение от мэрии города Осера — запечатлеть историческое событие — речь Эмиля Комба о разделении церкви и государства. Для того времени это была беспрецедентная миссия, возложенная на женщину, — отобразить политических деятелей в исторический момент времени.
В 1908 года картина «Речь Эмиля Комба», размером 252х130 см, была выставлена в городском музее города Осер. В настоящее время она украшает зал заседаний мэрии города.
Работы Эмили Дежё хранятся в музейном фонде города Осер, экспонируются в музее Аббатства Сен-Жермен (фр. Musée-Abbaye Saint-Germain) и находятся в частных коллекциях.
Жизненный путь Эмили Дежё завершился 23 апреля 1957 года. Она покоится на кладбище городка Бюсси-ан-От.

## Работы
- «Маленький мальчик ест за столом». 1887, холст/масло, 81.28 x 63.50 см, («Joue de la mandoline»,[4] частная коллекция, аукционный дом Weschler’s, лот 339, дек 6, 2013)
- «Банкет посвящённый открытию крытого рынка в Осере». 1908, холст/масло 125x256 см, («Le banquet d’inauguration du marché couvert à Auxerre»,[5] Музеи Осера, Франция, инв.№:1910.8)
- «Точильщик», 1896, холст/масло, 180x111 см, («Le rémouleur»,[6] Музеи Осера, Франция, инв.№:1901.1)
- «Танцовщица играющая на мандолине». 1890—1905, холст/масло, 41х33 см, («Joue de la mandoline»,[7] частная коллекция)
- «Автопортрет». 1931, пастель, («Self-Portrait»,[8] Почтовая открытка. Музеи Осера, Франция)
- «Венеция при лунном свете». пастель, 37x43 см, («Venise au clair de lune»,[9] Музеи Осера, Франция, инв.№:2006.4.1)